# Climate Pledge Arena
El Climate Pledge Arena, anteriorment conegut com a KeyArena at Seattle Center, és un pavelló esportiu localitzat al centre de Seattle, Washington, que va servir com llar per als Seattle SuperSonics de l'NBA. El 1974, va albergar l'All-Star Game de l'NBA. A partir del 2021, servirà com llar per al Seattle Kraken de l'NHL.

## Història
Inaugurat el 1962 com a Seattle Center Coliseum, el 16 de juny de 1994 van començar les obres de remodelació del pavelló que van finalitzar el 26 d'octubre de 1995. Després d'això, el Coliseum va ser rebatejat com a KeyArena, comprant Key Bank els drets del nom del complex. El primer partit de temporada regular que van jugar els Sonics en el KeyArena va ser el 4 de novembre de 1995 davant Los Angeles Lakers.
Durant diverses temporades entre 1980 i 1985, els Sonics van usar el Kingdome per a jugar els seus partits de local, a més del Coliseum. Això principalment ocorria en playoffs i altres partits en els quals es preveia un èxit taquiller, ja que en el vell Coliseum solament hi cabien 14.000 espectadors. El Seattle Center Coliseum també ha estat un pavelló de controvèrsia; el 5 de gener de 1986 es va haver de cancel·lar el partit davant Phoenix Suns a causa d'un terrat foradat per la pluja, i el 1972 Spencer Haywood es va lesionar després de patinar amb una bassa que hi havia en la pista a causa del mateix problema. El jugador posteriorment demandaria a la ciutat de Seattle i va ser indemnitzat amb 5.000 dòlars.
El juny de 2020, Amazon va comprar els drets de denominació per a l'arena i li va canviar el nom a Climate Pledge Arena.
El Climate Pledge Arena ho fa també amb els de les Seattle Storm de la WNBA i Seattle Thunderbirds, un equip júnior d'hoquei sobre gel que juga en la Western Hoquei League. Els Thunderbirds van albergar en aquest pavelló la Memorial Cup el 1992. També sol ser usat per a circs, xous de gel o concerts.
La capacitat del Climate Pledge Arena per a partits de bàsquet és de 17.072 espectadors, mentre que per a l'hoquei sobre gel és de 15.177, per a concerts de 16.641 i, finalment, per al boxa, de 17.459.

## Galeria

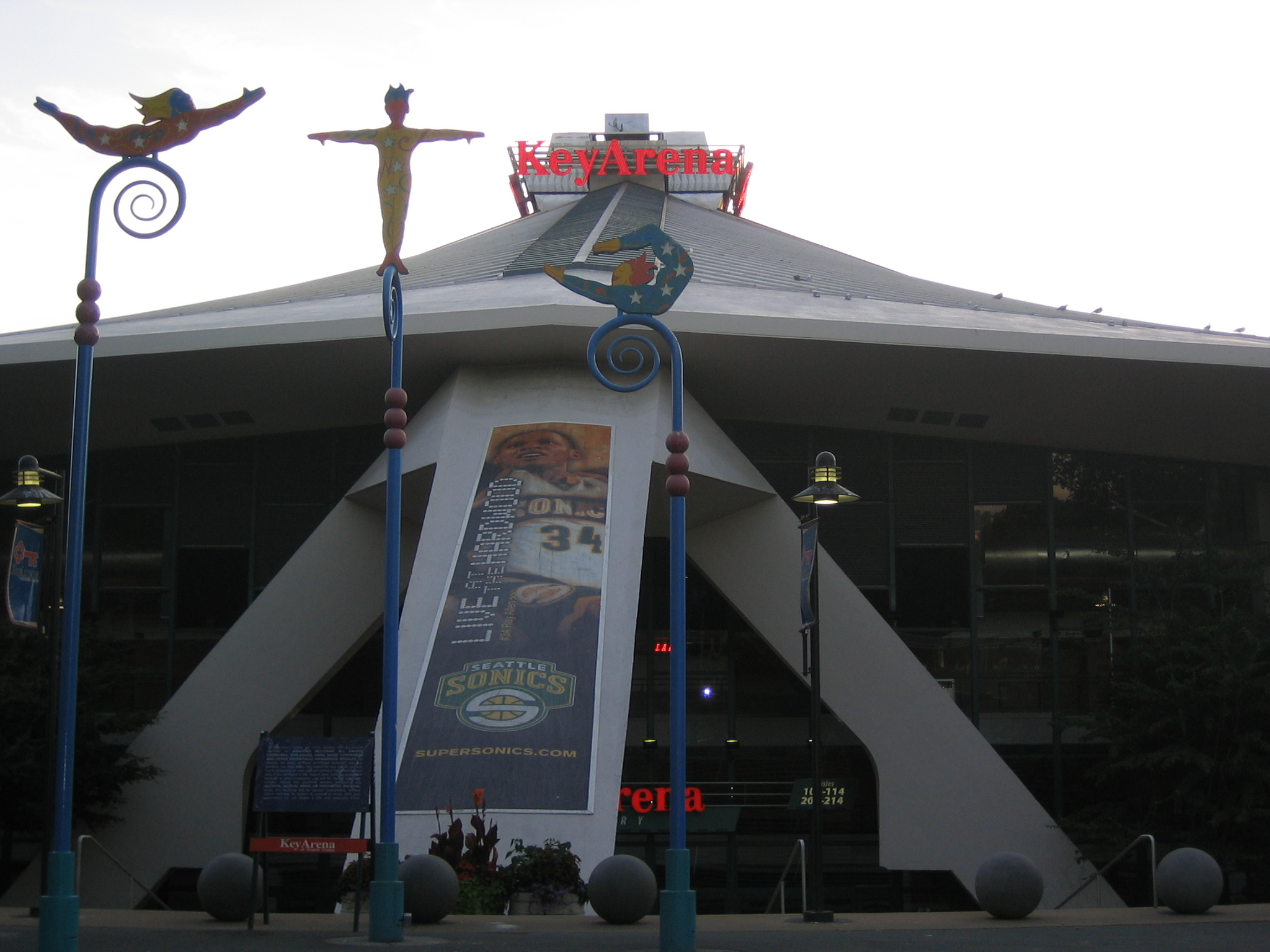
Entrada al Climate Pledge Arena
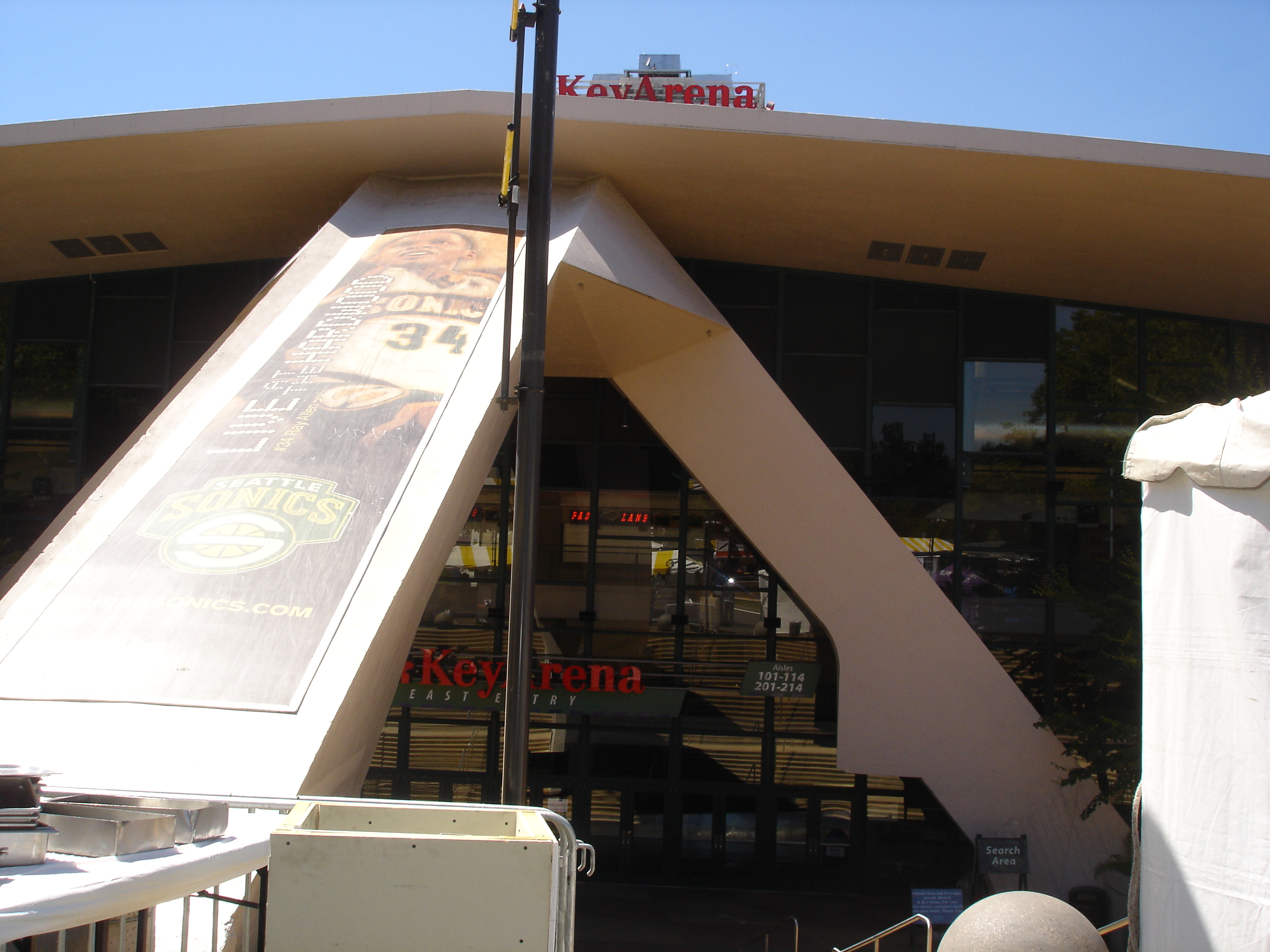
Vista propera de l'entrada al pavelló
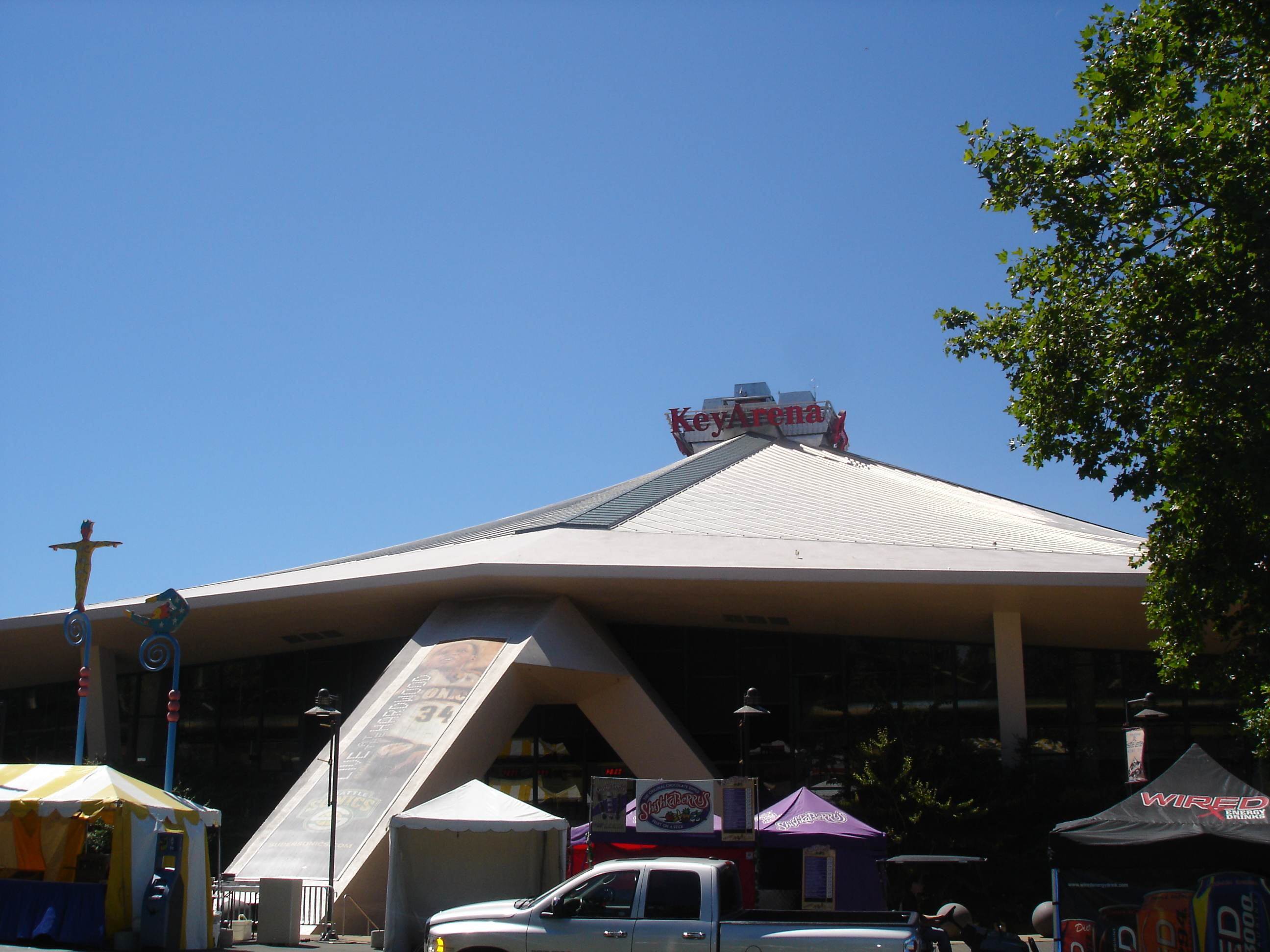
Vista llunyana de l'entrada al pavelló
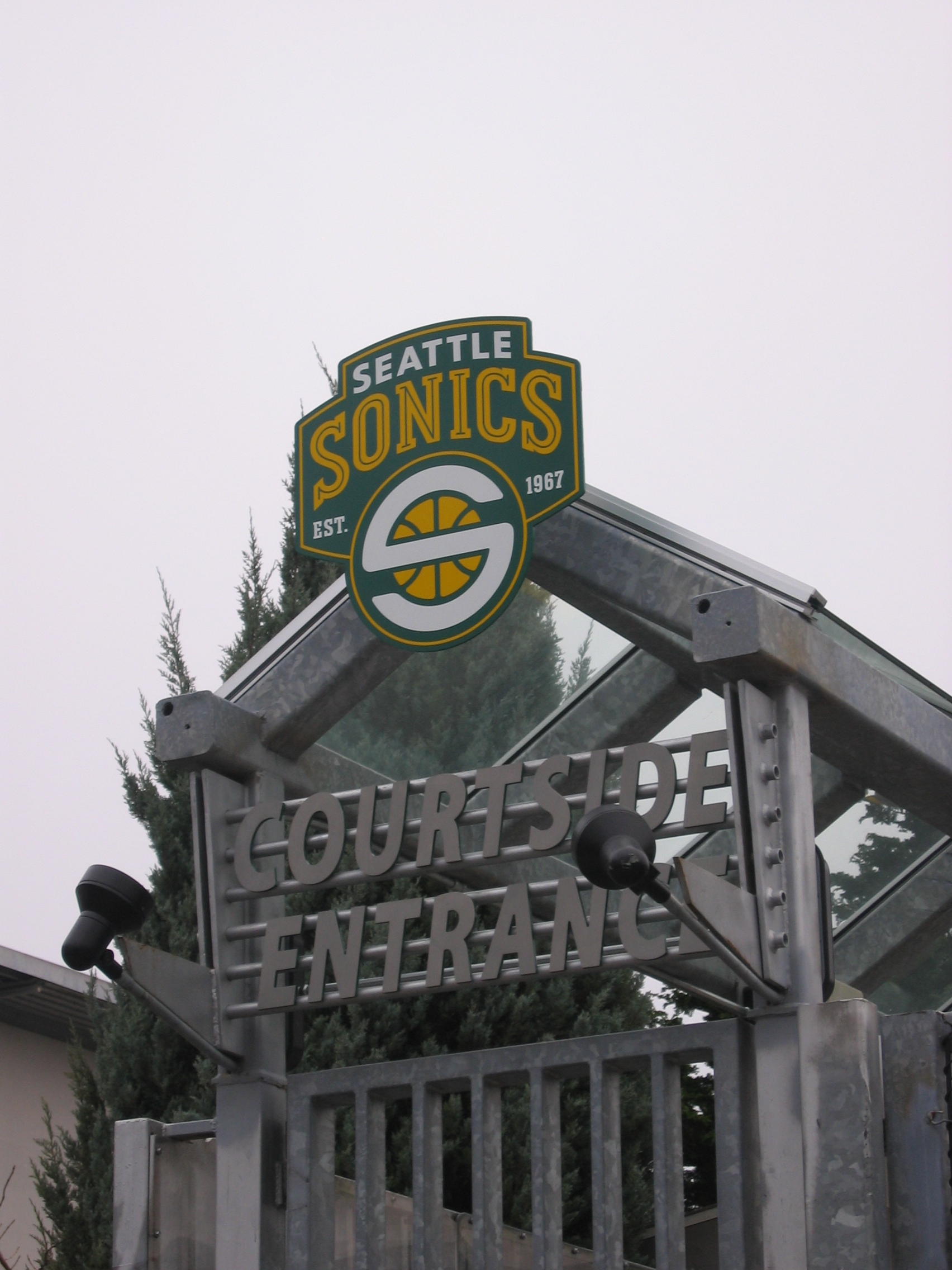
Entrada al Climate Pledge Arena